# Roombeek (beek)

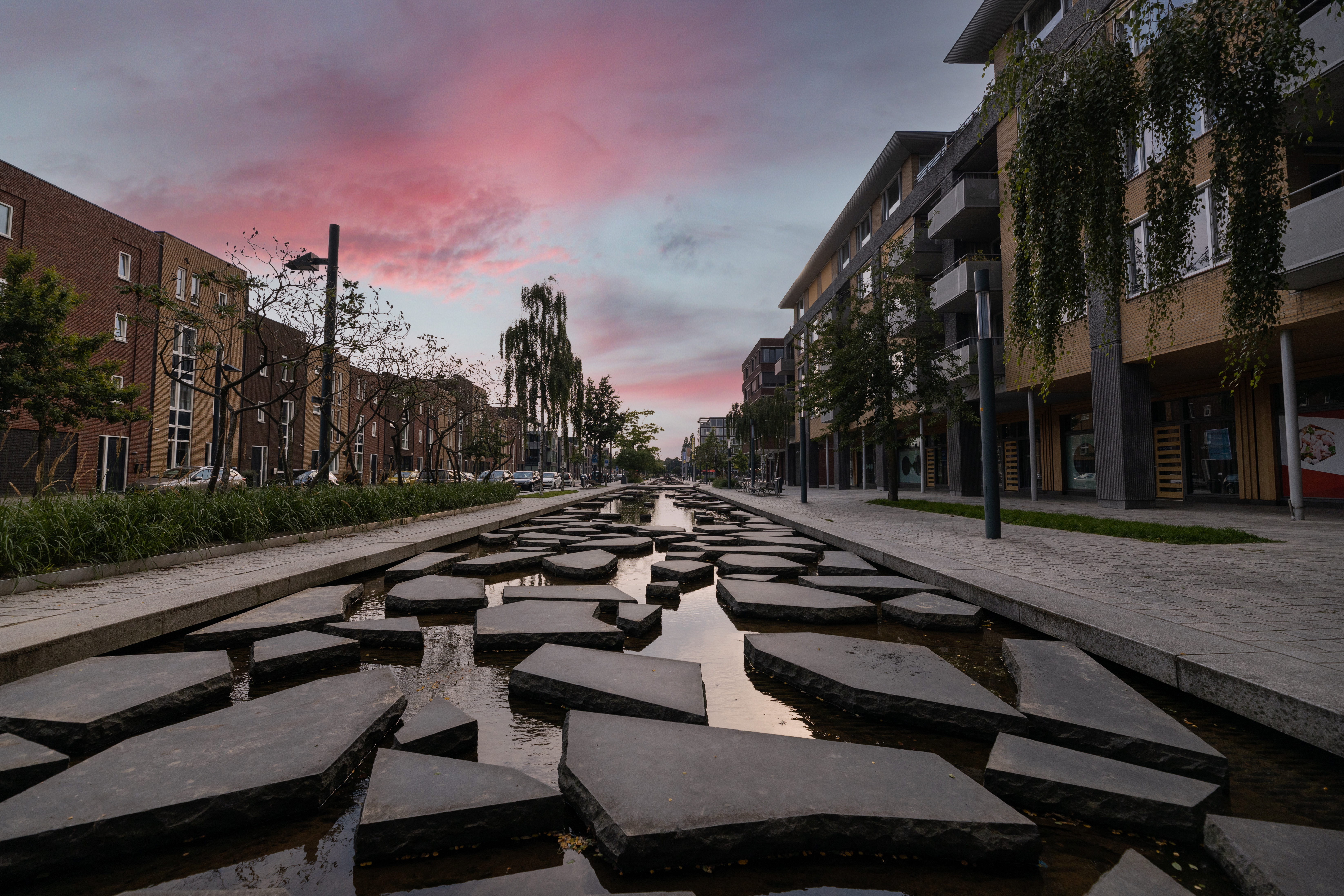
De Roombeek in de wijk Roombeek

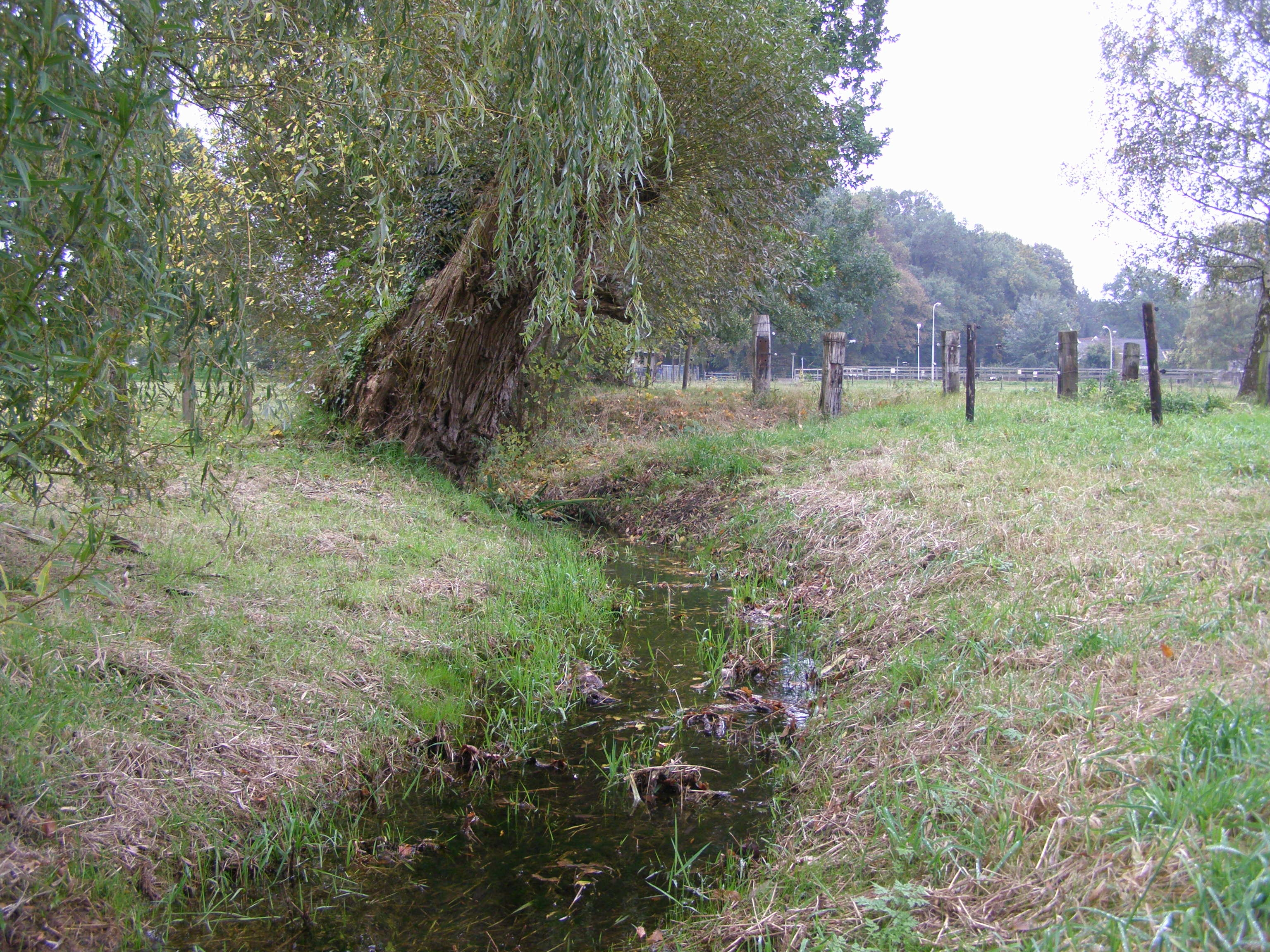
De Roombeek ter hoogte van het Ledeboerpark

De Roombeek is een Nederlandse beek in de gemeente Enschede, Overijssel.
De beek ontspringt ten westen van de wijk Stokhorst en stroomt vervolgens door de wijk Roombeek, het Abraham Ledeboerpark en het terrein van de Universiteit Twente.
De beek dankt haar naam aan de romige kleur die ze meekreeg van de lemige ondergrond. Nadat de beek jarenlang gebruikt was om afvalwater van de textielfabrieken te lozen, heeft men haar in rioolbuizen onder de grond verstopt. In het ontwerp voor de wederopbouw van de wijk Roombeek na de vuurwerkramp in het jaar 2000 kreeg water een belangrijke plaats. Waar het kan is er een natuurlijk aandoend beekbed aangelegd. Op andere plekken is er een kanaaltje en er zijn vijvers. Waar de Roombeek nog verborgen ligt is dit bovengronds gemarkeerd met een lint van blauwe tegels. In het Ledeboerpark volgt de beek zijn oude bedding en als Drienerbeek stroomt hij richting Hengelo.
De Roombeek kent wisselende waterstanden, afhankelijk van de hoeveelheden regenwater. In het Ledeboerpark is een retentiegebied aangelegd om extreme hoeveelheden te kunnen bergen.